# Jones and the Lady Book Agent
Jones and the Lady Book Agent è un cortometraggio del 1909 diretto da David W. Griffith. Prodotto e distribuito dall'American Mutoscope & Biograph, il film uscì nelle sale il 10 maggio 1909.

## Produzione
Il film fu prodotto dall'American Mutoscope & Biograph.

## Distribuzione
Distribuito dall'American Mutoscope & Biograph, il film uscì nelle sale cinematografiche USA il 10 maggio 1909, programmato nella stessa bobina con un altro cortometraggio di Griffith, The French Duel 